# Mutillocoris
Mutillocoris is een geslacht van wantsen uit de familie van de Reduviidae (Roofwantsen). Het geslacht werd voor het eerst wetenschappelijk beschreven door André Villiers in 1964.

## Soorten
Het genus bevat de volgende soorten:

- Mutillocoris tricolor Villiers, 1964
- Mutillocoris vadoni Villiers, 1968